# Conchas Dam (Nuevo México)
Conchas Dam es un lugar designado por el censo ubicado en el condado de San Miguel en el estado estadounidense de Nuevo México. En el Censo de 2010 tenía una población de 186 habitantes y una densidad poblacional de 7,11 habitantes por km².

## Geografía
Conchas Dam se encuentra ubicado en las coordenadas 35°21′13″N 104°11′48″O / 35.35361, -104.19667. Según la Oficina del Censo de los Estados Unidos, Conchas Dam tiene una superficie total de 26,15 km², de la cual 21,56 km² corresponden a tierra firme y (17,54%) 4,59 km² es agua.
La represa de Conchas forma el lago Conchas.

## Demografía
Según el censo de 2010, había 186 personas residiendo en Conchas Dam. La densidad de población era de 7,11 hab./km². De los 186 habitantes, Conchas Dam estaba compuesto por el 96,77% blancos, el 0,54% eran afroamericanos, el 0% eran amerindios, el 1,61% eran asiáticos, el 0% eran isleños del Pacífico, el 0% eran de otras razas y el 1,08% pertenecían a dos o más razas. Del total de la población el 19,35% eran hispanos o latinos de cualquier raza.